# Sint-Rafaëlparochie
De Sint-Rafaëlparochie is een parochie van het dekenaat Utrecht, een van de vijf dekenaten van het aartsbisdom Utrecht van de Rooms-Katholieke Kerk.
De parochies Sint-Rafaël, R.K. Zuilen, H. Joseph, H.H. Nicolaas-Monica, H. Dominicus, H. Antonius van Padua en H. Gerardus Majella vormen samen het Parochieverband stad Utrecht Noordwest.
De naam verwijst naar de aartsengel Rafaël.